# 남구 (홍콩)

난 구의 위치

난구(남 구, 중국어: 南區, 병음: Nán Qū, Southern District)는 홍콩의 18개 구의 하나로, 홍콩섬의 남부에 위치한다. 면적은 38.95km2이고 인구는 2006년 기준으로 275,162명이다. 18개 구 중에서 4번째로 인구가 적다.

## 지리
남 구는 남쪽으로 남중국해에 면해있고 북쪽으로 언덕과 저수지를 배후에 둔다. 구의 동부는 반농촌 지역이고 홍콩에서 가장 인기있는 해변의 일부가 있다. 구의 서부는 주택지와 공업지가 혼재되어 있다.
남구를 다룽완(大浪灣), 애버딘(샹강쯔, 힁공싸이, 香港仔), 압리저우(鴨脷洲), 전신 베이(공신완, 鋼綫灣), 폭푸린(薄扶林), 황주강(黃竹坑), 딥워터베이(선수이완, 삼수이완, 深水灣), 전수이완(친수이완, 淺水灣), 첵취(스탠리, 赤柱), 다이탄(大潭), 스아오(石澳) 등을 포함한다. 홍콩해양공원(香港海洋公園)은 황추 강에 위치한다.

## 같이 보기
- 홍콩의 지역 목록